# Jüdische Gemeinde Gochsheim
Die Jüdische Gemeinde in Gochsheim, einem Ortsteil der Gemeinde Kraichtal im Landkreis Karlsruhe in Baden-Württemberg, entstand vermutlich im 15./16. Jahrhundert und existierte bis in die 1870er Jahre.

## Geschichte

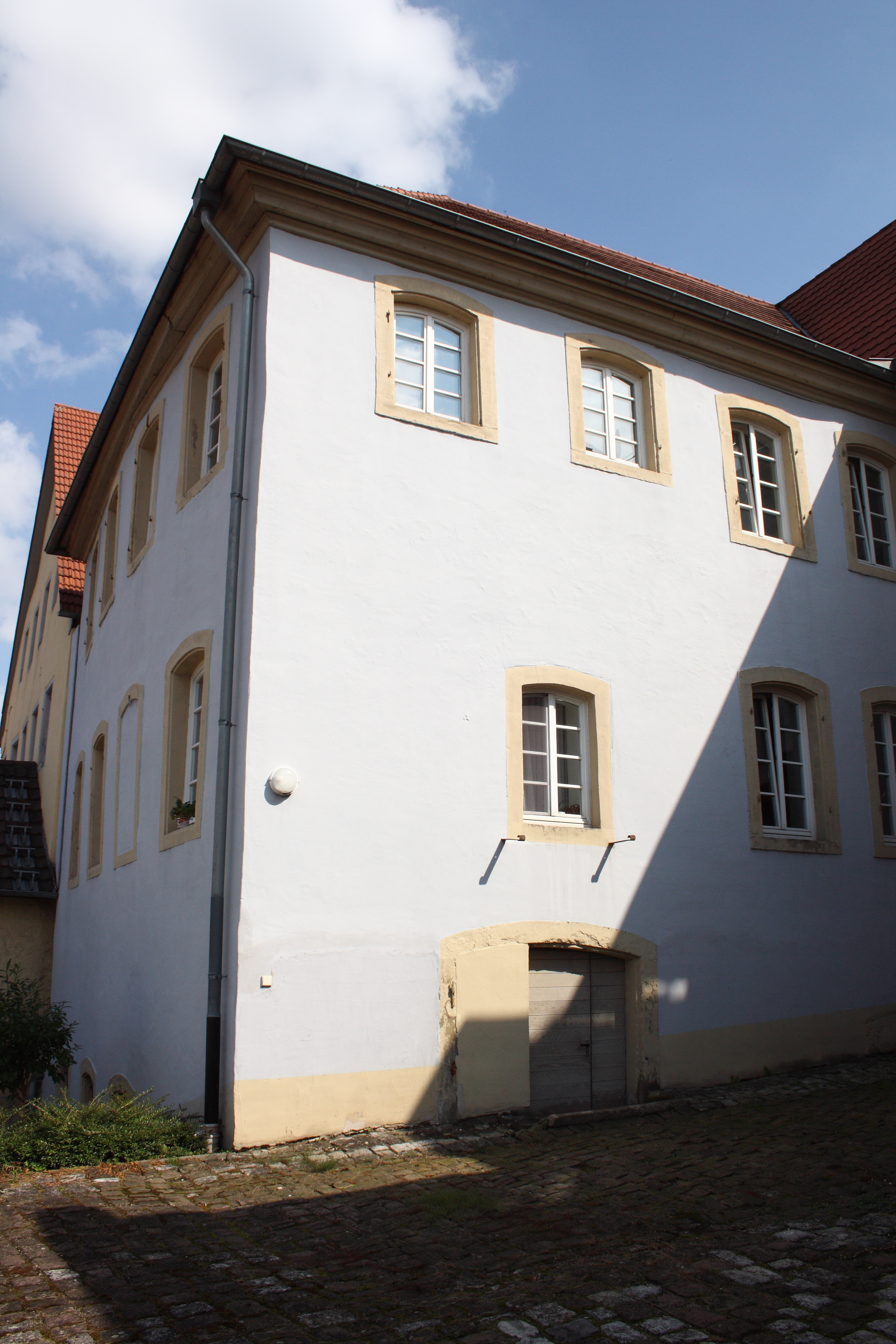
Ehemalige Synagoge, rückseitige Ansicht

Juden werden erstmals 1427 und dann wieder 1524/25 in Gochsheim überliefert. Matthäus Merian schreibt 1643 in seiner Topographia Sueviae zu Gochsheim: „Gibt viel Juden da“.
Im Jahr 1769 wurde die höchste Zahl jüdischer Einwohner mit 67 Personen erreicht. Durch Ab- und Auswanderung ging die Zahl der jüdischen Einwohner in der ersten Hälfte des 19. Jahrhunderts stark zurück. Deshalb wurden die noch in Gochsheim wohnhaften Juden der jüdischen Gemeinde in Bauerbach zugeteilt. Im Jahr 1826 wurden noch 27, 1864 17, 1871 fünf jüdische Einwohner gezählt. 1875 lebte kein Jude mehr in Gochsheim.